# Katastrofa lotnicza w Katmandu (2024)
Katastrofa lotnicza w Katmandu – katastrofa lotnicza samolotu Bombardier CRJ200LR, należącego do linii Saurya Airlines, do której doszło 24 lipca 2024 roku w Katmandu w Nepalu. W jej wyniku śmierć poniosło 18 z 19 osób na pokładzie.

## Wypadek

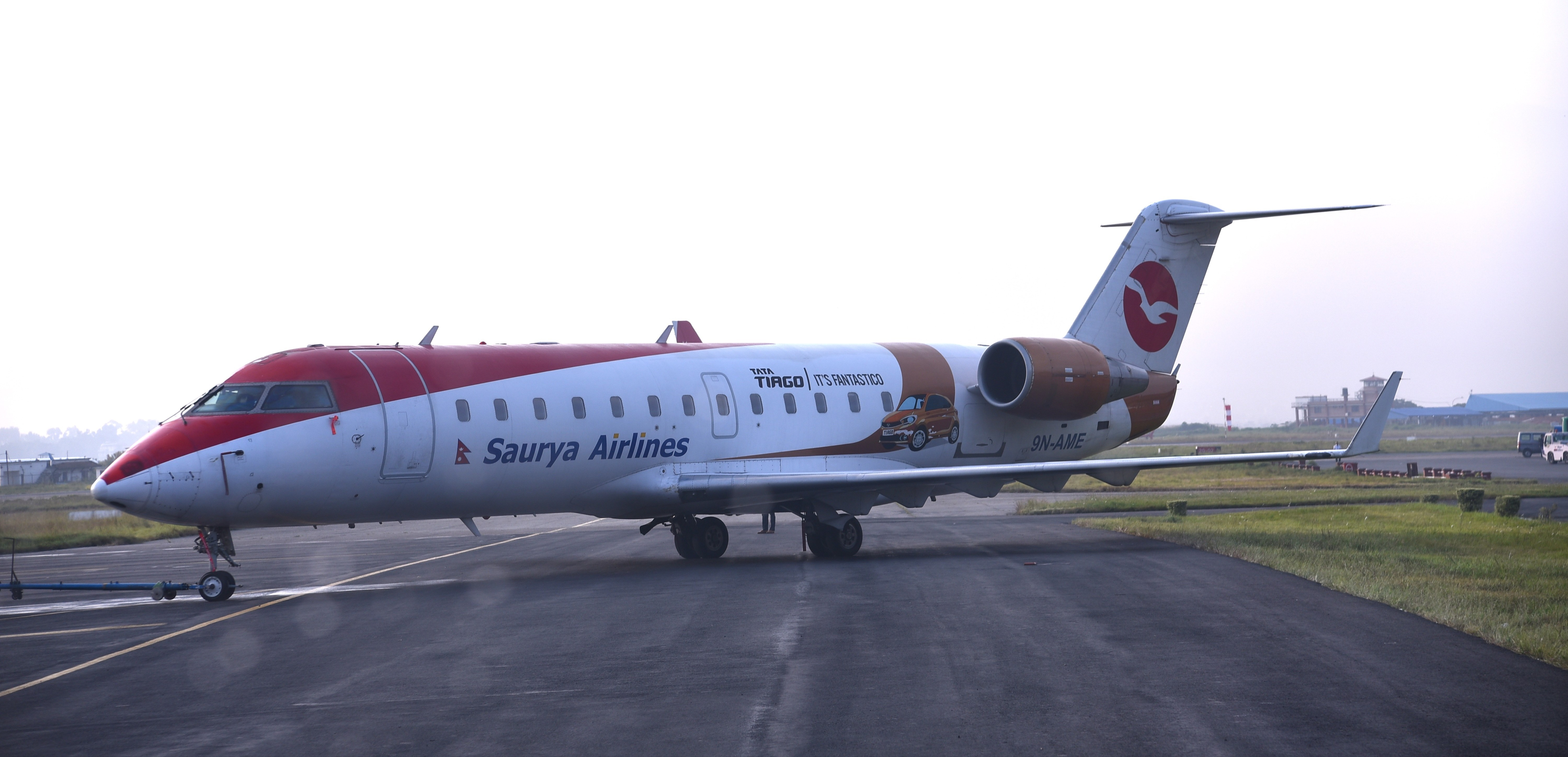
Bombardier CRJ200LR, który uległ katastrofie (nr rej. 9N-AME). Zdjęcie wykonano na lotnisku w Katmandu w październiku 2019 roku.

Przed wypadkiem samolot był uziemiony przez 34 dni i przeszedł kilka czynności konserwacyjnych.
Zaraz po starcie samolot przechylił się ostro w prawo i rozbił we wschodniej części lotniska.
Jeden z urzędników lotniska zgłosił, że słyszał trzaski dochodzące z samolotu tuż przed zderzeniem. Strażacy przybyli na miejsce minutę po zderzeniu.
Raport METAR wskazywał na widoczność wynoszącą 8 km, a Associated Press poinformowała, że w chwili wypadku widoczność w Katmandu była słaba.
Spośród 19 osób na pokładzie zginęło 18 osób. Trzech pasażerów przeżyło wypadek, ale zmarło w miejscowym szpitalu. Kapitan był jedynym ocalałym i został przetransportowany do szpitala z obrażeniami niezagrażającymi życiu.

## Pasażerowie i załoga
Feralnego dnia, kapitanem samolotu był Manish Shakya, a drugim pilotem był Sushant Katuwal.
|       | Pasażerowie | Załoga | Razem |
| ----- | ----------- | ------ | ----- |
| Nepal | 16          | 2      | 18    |
| Jemen | –           | 1      | 1     |
| Razem | 16          | 3      | 19    |

## Następstwa
Po katastrofie lotnisko zostało tymczasowo zamknięte, a loty krajowe na różnych lotniskach zostały wstrzymane. Linia Saurya Airlines zawiesiła wszystkie loty.
5 września AAIC opublikowała wstępny raport, w którym podkreślono niedopatrzenia w linii lotniczej, które uznano za krytyczne.